# وزارة المناجم والبترول (أفغانستان)
وزارة المناجم والبترول، هي وزارة مسؤولة عن إدارة الموارد الطبيعية في أفغانستان. تتولى الوزارة تنمية الاقتصاد الوطني وتشجيع استثمار القطاع الخاص في مجال استخراج المعادن والمواد الهيدروكربونية لتعظيم الدخل وتعزيز الدخل القومي. اعتبارًا من 31 أغسطس 2023، وزير المناجم والبترول هو شهاب الدين دلاور.